# 脊皮鮋
脊皮鮋，為輻鰭魚綱鮋形目鮋亞目鮋科的其中一種，為亞熱帶海水魚，分布於東大西洋摩洛哥、茅利塔尼亞、葡萄牙、西班牙、地中海、賽普勒斯海域，棲息深度50-200公尺，體長可達15公分，棲息在沙泥底質底層水域，以甲殼類為食，生活習性不明。